# 比尤特 (阿拉斯加州)
比尤特（英語：Butte）是位於美國阿拉斯加州馬塔努斯卡-蘇西特納自治市鎮的一個非建制地區和人口普查指定地區。根據2010年美國人口普查，該地人口為3246人，而該地的面積約為106.30平方千米。

## 地理
比尤特的座標為61°32′53″N 149°01′36″W / 61.54806°N 149.02667°W，而該地的平均海拔高度為28米（即92英尺）。